# Bill Mechanic
Bill Mechanic (ur. 12 maja 1950 w Detroit) – amerykański producent filmowy. 
Pracował na stanowisku dyrektorskim w wytwórniach Paramount Pictures, Walt Disney Studios (1984-1994) i Fox Entertainment Group (1994-2000). Podczas jego prezesury Twentieth Century Fox w 1998 roku, głównie dzięki sukcesowi Titanica Jamesa Camerona, stało się najbardziej dochodową wytwórnią filmową w skali globalnej.
Był nominowany do Oscara za najlepszy film roku jako producent Przełęczy ocalonych (2016) Mela Gibsona. Przewodniczył jury konkursu głównego na 51. MFF w Berlinie (2001) oraz jury Nagrody im. Luigiego De Laurentiisa na 64. MFF w Wenecji (2007).